# Strong Bad's Cool Game for Attractive People
Strong Bad's Cool Game for Attractive People est une série épisodique de jeux d'aventure basé sur la web-série Homestar Runner. Elle a été développée par Telltale Games. Ses épisodes sont sortis sur PlayStation 3, Wii et PC durant l'année 2008.

## Personnages
Les personnages de la série sur internet sont presque tous présent.

## Épisodes
1. Homestar Ruiner
2. Strong Badia the Free
3. Baddest of the Bands
4. Dangeresque 3: The Criminal Projective
5. 8-bit is Enough

## Accueil
Dans une liste établie le 19 juillet 2011, IGN classe Strong Bad's Cool Game for Attractive People 10e meilleur jeu de la plate-forme WiiWare.